# 선우예권

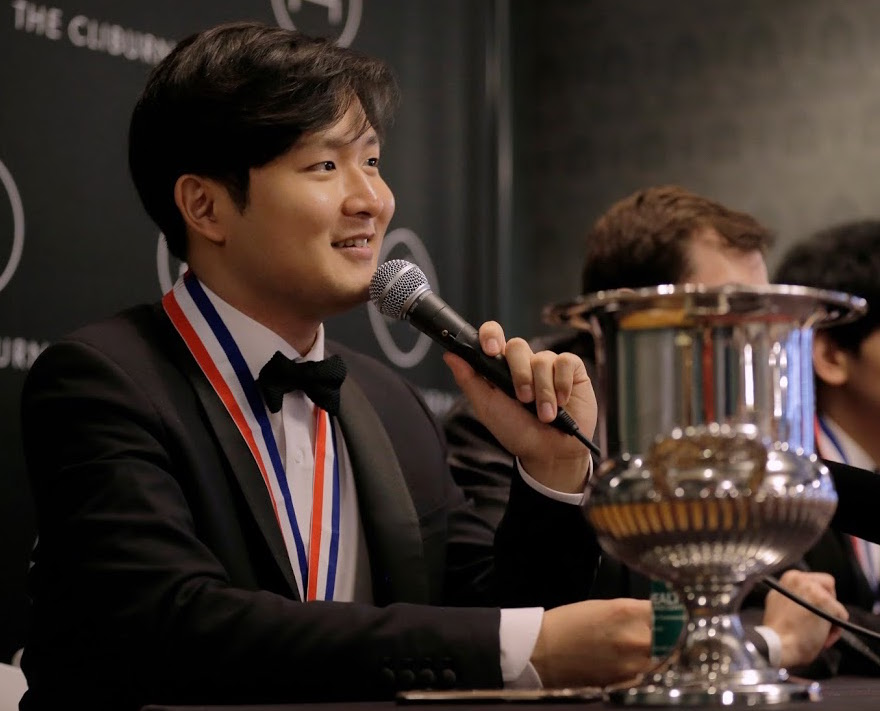

선우예권(1989년 2월 10일 ~ )은 대한민국의 피아노 연주자이다. 2003년 한국내 청소년 콩쿠르인 이화경향 콩쿠르, 윌리엄 카펠 국제피아노콩쿠르(2012), 스위스 방돔 프라이즈(2014년), 센다이 국제음악콩쿠르(2013년), 특히 반클라이번 콩쿠르(2017)에서 대한민국 출신 피아니스트로서는 최초로 우승하였고, 저먼 피아노 어워드(2015)에서도 마찬가지로 한국인 최초로 수상하였다.